# Ioana Nicola
Ioana Nicola-Știrbei (n. 25 aprilie 1920, Spineni, România – d. 13 iulie 2009) a fost o soprană română, distinsă cu titlul de artist emerit. A fost căsătorită cu tenorul Mihail Știrbei.

## Distincții
- Medalia Muncii (31 martie 1952)[1]
- Ordinul Muncii clasa I-a (19 aprilie 1952) „pentru zelul și munca depusă în realizarea spectacolului «Rusalka» la un nivel artistic excepțional”[2]
- titlul de Artist Emerit al Republicii Populare Române (19 noiembrie 1952)[3]
- Medalia „A cincea aniversare a Republicii Populare Române” (24 decembrie 1952) „pentru lupta și munca duse în vederea făuririi, consolidării și prosperării Republicii Populare Române”[4]
- Ordinul Meritul Cultural clasa a III-a (12 septembrie 1968) „pentru merite deosebite în activitatea muzicală”[5]